# Michael Wimmer
Michael Wimmer (Dingolfing, 18 giugno 1980) è un allenatore di calcio ed ex calciatore tedesco, di ruolo centrocampista, allenatore del Jahn Ratisbona.

## Carriera

### Allenatore
Dopo aver trascorso otto anni nel settore giovanile del Norimberga, nel 2018 diventa il nuovo vice allenatore dell'Augusta, con cui resta per una stagione. Il 19 giugno 2019 passa a ricoprire lo stesso ruolo allo Stoccarda, prima sotto la guida di Tim Walter e poi con Pellegrino Matarazzo. Dopo l'esonero del mister statunitense, l'11 ottobre 2022 diventa il tecnico ad interim dei Rossi, venendo poi confermato fino alla pausa invernale.

### Statistiche da allenatore
Statistiche aggiornate al 08/03/2023.
| Stagione              | Squadra               | Campionato            | Campionato | Campionato | Campionato | Campionato | Coppe nazionali | Coppe nazionali | Coppe nazionali | Coppe nazionali | Coppe nazionali | Coppe continentali | Coppe continentali | Coppe continentali | Coppe continentali | Coppe continentali | Altre coppe | Altre coppe | Altre coppe | Altre coppe | Altre coppe | Totale | Totale | Totale | Totale | % Vittorie | Piazzamento |
| Stagione              | Squadra               | Comp                  | G          | V          | N          | P          | Comp            | G               | V               | N               | P               | Comp               | G                  | V                  | N                  | P                  | Comp        | G           | V           | N           | P           | G      | V      | N      | P      | %          | Piazzamento |
| --------------------- | --------------------- | --------------------- | ---------- | ---------- | ---------- | ---------- | --------------- | --------------- | --------------- | --------------- | --------------- | ------------------ | ------------------ | ------------------ | ------------------ | ------------------ | ----------- | ----------- | ----------- | ----------- | ----------- | ------ | ------ | ------ | ------ | ---------- | ----------- |
| ott.-nov. 2022        | Stoccarda             | BL                    | 6          | 3          | 0          | 3          | CG              | 1               | 1               | 0               | 0               | -                  | -                  | -                  | -                  | -                  | -           | -           | -           | -           | -           | 7      | 4      | 0      | 3      | 57,14      | Interim     |
| gen.-giu. 2023        | Austria Vienna        | BL                    | 16+2       | 5+1        | 5+1        | 6          | CA              | 0               | 0               | 0               | 0               | -                  | -                  | -                  | -                  | -                  | -           | -           | -           | -           | -           | 18     | 6      | 6      | 6      | 33,33      | Sub, 5°     |
| 2023-2024             | Austria Vienna        | BL                    | 0          | 0          | 0          | 0          | CA              | 1               | 1               | 0               | 0               | UECL               | 1                  | 1                  | 0                  | 0                  | -           | -           | -           | -           | -           | 2      | 2      | 0      | 0      | 100,00&    |             |
| Totale Austria Vienna | Totale Austria Vienna | Totale Austria Vienna | 16+2       | 5+1        | 5+1        | 6          |                 | 1               | 1               | 0               | 0               |                    | 1                  | 1                  | 0                  | 0                  |             | -           | -           | -           | -           | 20     | 8      | 6      | 6      | 40,00      |             |
| Totale carriera       | Totale carriera       | Totale carriera       | 24         | 9          | 6          | 9          |                 | 2               | 2               | 0               | 0               |                    | 1                  | 1                  | 0                  | 0                  |             | -           | -           | -           | -           | 27     | 12     | 6      | 9      | 44,44      |             |